# Heinz Wagner (Mediziner)
Heinz Wagner (* 7. Dezember 1929 in Kronstadt, Siebenbürgen; † 1. November 2001) war ein deutscher Orthopäde und Hochschullehrer.

## Leben
Mit 15 Jahren wurde Wagner noch an der Ostfront eingesetzt. Nach der Flucht und Vertreibung Deutscher aus Mittel- und Osteuropa 1945–1950 verdiente er seinen Unterhalt in den Schul- und Studienjahren als Traktorfahrer, Maschinenschlosser und Kranführer. Während seines Studium an der Friedrich-Alexander-Universität Erlangen Medizin studierte, war er Hilfslehrer in der Anatomie tätig, wo er auch die ersten Berufsjahre verbrachte. 1954 wurde er zum Dr. med. promoviert. Die Ausbildung zum Facharzt für Orthopädie durchlief er in der Pathologie des Universitätsklinikum Erlangen, in der Orthopädischen Klinik in Eisenberg (Thüringen) bei Joachim Langhagel, im Universitätsklinikum Heidelberg bei Kurt Lindemann und ab 1958 im Universitätsklinikum Münster bei Oskar Hepp. In Münster begann er mit experimentellen und histologischen Untersuchungen zur Heilung von Knochenbrüchen. Er habilitierte sich 1965 zum Thema Osteoporose.
1966 ging er als Oberarzt an die (schon damals renommierte) Orthopädische Klinik Wichernhaus in Altdorf bei Nürnberg. Wie vorgesehen trat er 1969 als Chefarzt in die Nachfolge von Franz Theophil Becker. Später übersiedelte er in die nach seinem Konzept neu gebaute Klinik Rummelsberg bei Schwarzenbruck. Sie war damals die größte (operative) orthopädische Klinik Deutschlands.
Klinisch widmete Wagner sich besonders der angeborenen Hüftluxation. Er gilt als Doyen der (zementfreien) Primär- und Revisionsendoprothetik am Hüftgelenk. Der von ihm entwickelte Kappenersatz des Femurkopfs musste jedoch aufgrund von Komplikationen vom Markt genommen werden. Eine Weiterentwicklung stellte das Birmingham Hip Resurfacing-Implantatsystem dar, welches jedoch mittlerweile auch nicht mehr auf dem deutschen Markt verfügbar ist. Der nach ihm benannte monolaterale extendierbare „Wagner-Spanner“ war als erster Fixateur externe zur ambulanten Versorgung von Schaftfrakturen und zur Extremitätenverlängerung geeignet.
1967 wurde Wagner wissenschaftliches Mitglied der schweizerischen und 1970 Gründungsmitglied der deutschen Arbeitsgemeinschaft für Osteosynthesefragen. Die FAU ernannte ihn 1969 zum apl. Professor.
Sein Nachfolger in der Klinik Rummelsberg wurde sein Oberarzt Günther Zeiler.

## Ehrungen

### Auszeichnungen
- Erster Preisträger der Arbeitsgemeinschaft für Osteosynthesefragen (1962)
- Präsident der Süddeutschen Orthopädenvereinigung (1973)[2]
- Präsident der Deutschen Gesellschaft für Orthopädie und Traumatologie (1984, Nürnberg)[2]
- Erich-Lexer-Preis der Deutschen Gesellschaft für Chirurgie und der DGOT (1990)[2]
- Präsident der International Hip Society (1994)[2]

### Ehrenmitgliedschaften
- Société Française de Chirurgie Orthopédique et Traumatologique
- Société Internationale de Chirurgie Orthopédique et de Traumatologie (1987 Präsident vom XVII. Weltkongress in München)
- Hellenische Orthopädengesellschaft[2]
- Argentinische Gesellschaft für Kinderorthopädie und Traumatologie[2]
- Gesellschaft für Orthopädie und Traumatologie von Ecuador[2]
- Eastern Orthopaedic Society[2]
- International Hip Society[2]

### Honorar- und Gastprofessuren
- Fujian Normal University[2]
- Harvard Medical School[2]

### Orden
- Bayerischer Verdienstorden[2]
- Verdienstorden der Bundesrepublik Deutschland, Verdienstkreuz am Bande (28. April 1988)[7]

## Herausgeber
- Archiv für Orthopädische und Unfallchirurgie
- Der Orthopäde